# Luciana Moyano
Luciana Moyano (* 27. September 2005 in Departamento Juárez Celman in der Provinz Córdoba) ist eine argentinische Tennisspielerin.

## Karriere
Moyano spielt vor allem auf der ITF Women’s World Tennis Tour, wo sie bislang einen Titel im Einzel und fünf im Doppel gewinnen konnte.
2021 erhielt sie im November eine Wildcard für die Qualifikation für das Hauptfeld im Dameneinzel der Buenos Aires Open, ihrem ersten Turnier der WTA Cahellenger Series. Mit einem 6:3 und 7:5 Sieg über Merlina Sarno erreichte sie das Hauptfeld, wo sie in der ersten Runde gegen Diane Parry mit 0:6 und 1:6 verlor. Im Doppel unterlag sie an der Seite ihrer Partnerin Martina Capurro Taborda dem topgesetzten Duo Irina Bara und Ekaterine Gorgodse in der ersten Runde mit 4:6 und 3:6.
2023 erreichte sie bei den Panamerikanischen Spielen im Dameneinzel die zweite Runde.

## Turniersiege

### Einzel
| Nr. | Datum           | Turnier  | Kategorie | Belag | Finalgegnerin | Ergebnis      |
| --- | --------------- | -------- | --------- | ----- | ------------- | ------------- |
| 1.  | 9. Oktober 2022 | Eldorado | ITF W15   | Sand  | Emma Léné     | 1:6, 6:4, 6:4 |

### Doppel
| Nr. | Datum             | Turnier         | Kategorie | Belag             | Partnerin           | Finalgegnerinnen                                  | Ergebnis          |
| --- | ----------------- | --------------- | --------- | ----------------- | ------------------- | ------------------------------------------------- | ----------------- |
| 1.  | 11. Juni 2022     | Norges-la-Ville | ITF W15   | Hartplatz         | Anastassija Gurjewa | Natalia Orlova Lucie Wargnier                     | 6:0, 6:0          |
| 2.  | 20. Oktober 2024  | Trelew          | ITF W15   | Hartplatz (Halle) | Camila Romero       | Lourdes Ayala Justina Maria Gonzalez Daniele      | 6:72, 7:5, [10:6] |
| 3.  | 27. Oktober 2024  | Trelew          | ITF W15   | Hartplatz (Halle) | Camila Romero       | Victoria Bosio Marian Gómez Pezuela Cano          | 7:64, 6:3         |
| 4.  | 10. November 2024 | Asunción        | ITF W15   | Sand              | Camila Romero       | Berta Bonardi Antonia Vergara Rivera              | 6:4, 7:65, [11:9] |
| 5.  | 24. Juni 2025     | Trelew          | ITF W15   | Hartplatz (Halle) | Camila Romero       | Martina Capurro Taborda Marian Gómez Pezuela Cano | 6:1, 6:4          |

## Abschneiden bei Grand-Slam-Turnieren

### Juniorinneneinzel
| Turnier         | 2022 | 2023 | Karriere |
| --------------- | ---- | ---- | -------- |
| Australian Open | —    | 1    | 1        |
| French Open     | 2    | 1    | 2        |
| Wimbledon       | 1    | 1    | 1        |
| US Open         | 1    | 1    | 1        |

Zeichenerklärung: S = Turniersieg; F, HF, VF, AF = Einzug ins Finale / Halbfinale / Viertelfinale / Achtelfinale; 1, 2, 3 = Ausscheiden in der 1. / 2. / 3. Hauptrunde; nicht ausgetragen

### Juniorinnendoppel
| Turnier         | 2022 | 2023 | Karriere |
| --------------- | ---- | ---- | -------- |
| Australian Open | —    | AF   | AF       |
| French Open     | AF   | 1    | AF       |
| Wimbledon       | 1    | VF   | VF       |
| US Open         | 1    | 1    | 1        |